# Yerling Ovares
Yerling Melissa Ovares Sequeira (San José, Costa Rica, 17 de enero de 2002) es una futbolista costarricense que juega como delantera en el Deportivo Saprissa de la Primera División de Costa Rica.

## Trayectoria

### A. D. Moravia
En el 2018 fue su debut con A. D. Moravia, desvinculándose en el 2019.

### C. S. Herediano
En el 2019 se unió al C. S. Herediano, donde se mantuvo hasta el 2021.

### Sporting F. C.
El 15 de noviembre de 2021 se unió al Sporting F. C.. El 27 de septiembre de 2022, Ovares renovó su contrato con el cuadro albinegro por un año más.
En el 2023, Yerling obtuvo el cetro de la Supercopa de Costa Rica tras vencer a la L. D. Alajuelense en tanda de penales por 1-3, en el que disputó 83 minutos del compromiso.

## Selección nacional

### Categorías inferiores
El 3 de agosto de 2022, fue convocada a la selección sub-20 de Costa Rica por el técnico venezolano-español José Catoya para la Copa Mundial Sub-20 de 2022 con sede en Costa Rica, ubicadas en el grupo A contra las selecciones de España, Brasil, y Australia.
El 10 de agosto de 2022, fue el primer partido de la cita mundialista contra la selección de Australia, Yerling fue alineada como titular portando el dorsal 11, en el que disputó la totalidad de minutos en la derrota 1-3. En su segundo partido, Ovares volvió a tener participación ante la selección ibérica de España, disputando la totalidad de minutos, consumiendo la segunda derrota en el marcador 0-5. En el tercer encuentro se enfrentó la selección sudamericana de Brasil, disputando 60 minutos en la derrota 5-0, dando por finalizado la participación de la cita mundialista en la cuarta posición con 0 puntos en la primera fase de grupos.

#### Participaciones en Copas del Mundo en categorías inferiores
| Mundial                     | Sede       | Resultado      | Partidos | Goles |
| --------------------------- | ---------- | -------------- | -------- | ----- |
| Copa Mundial Sub-20 de 2022 | Costa Rica | Fase de grupos | 3        | 0     |

### Selección absoluta
El 4 de noviembre de 2022, fue convocada por Amelia Valverde para representar a la selección de Costa Rica en dos partidos amistosos, en fechas FIFA. El 11 de noviembre se mantuvo en el banco de suplencia contra Países Bajos, en el que fueron derrotas en el marcador 4-0. Cuatro días después, Ovares debutó el 15 de noviembre de 2022 contra la selección de Portugal, donde tuvo participación durante 62 minutos en la derrota 1-0.

## Clubes
| Club               | País       | Año           |
| ------------------ | ---------- | ------------- |
| A. D. Moravia      | Costa Rica | 2018-2019     |
| C. S. Herediano    | Costa Rica | 2019-2021     |
| Sporting F. C.     | Costa Rica | 2021-2024     |
| Deportivo Saprissa | Costa Rica | 2024-presente |

## Palmarés

### Títulos nacionales
| Título                  | Club           | País       | Año  |
| ----------------------- | -------------- | ---------- | ---- |
| Supercopa de Costa Rica | Sporting F. C. | Costa Rica | 2022 |